# Temenice

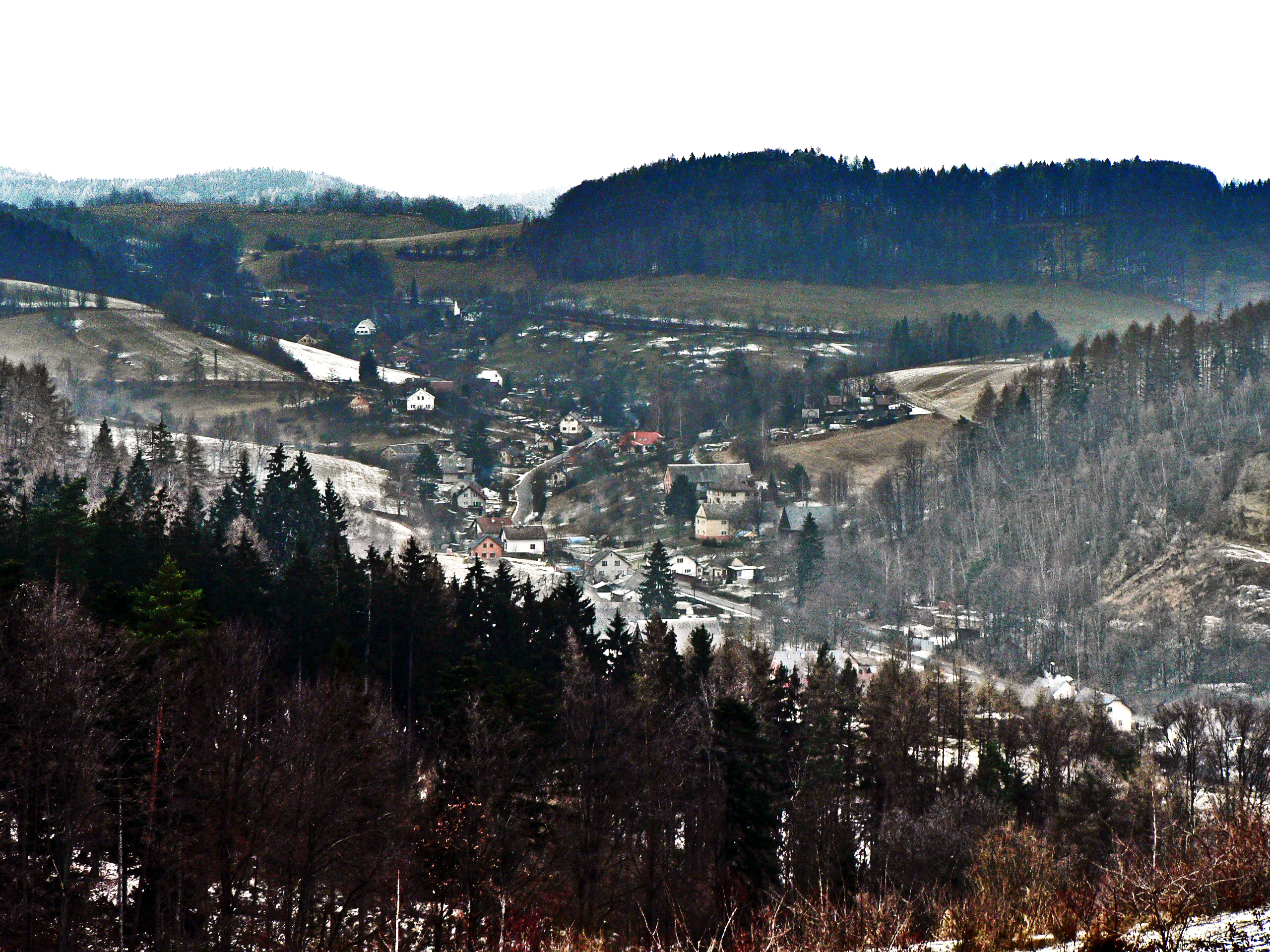
Blick vom Háj auf Horní Temenice

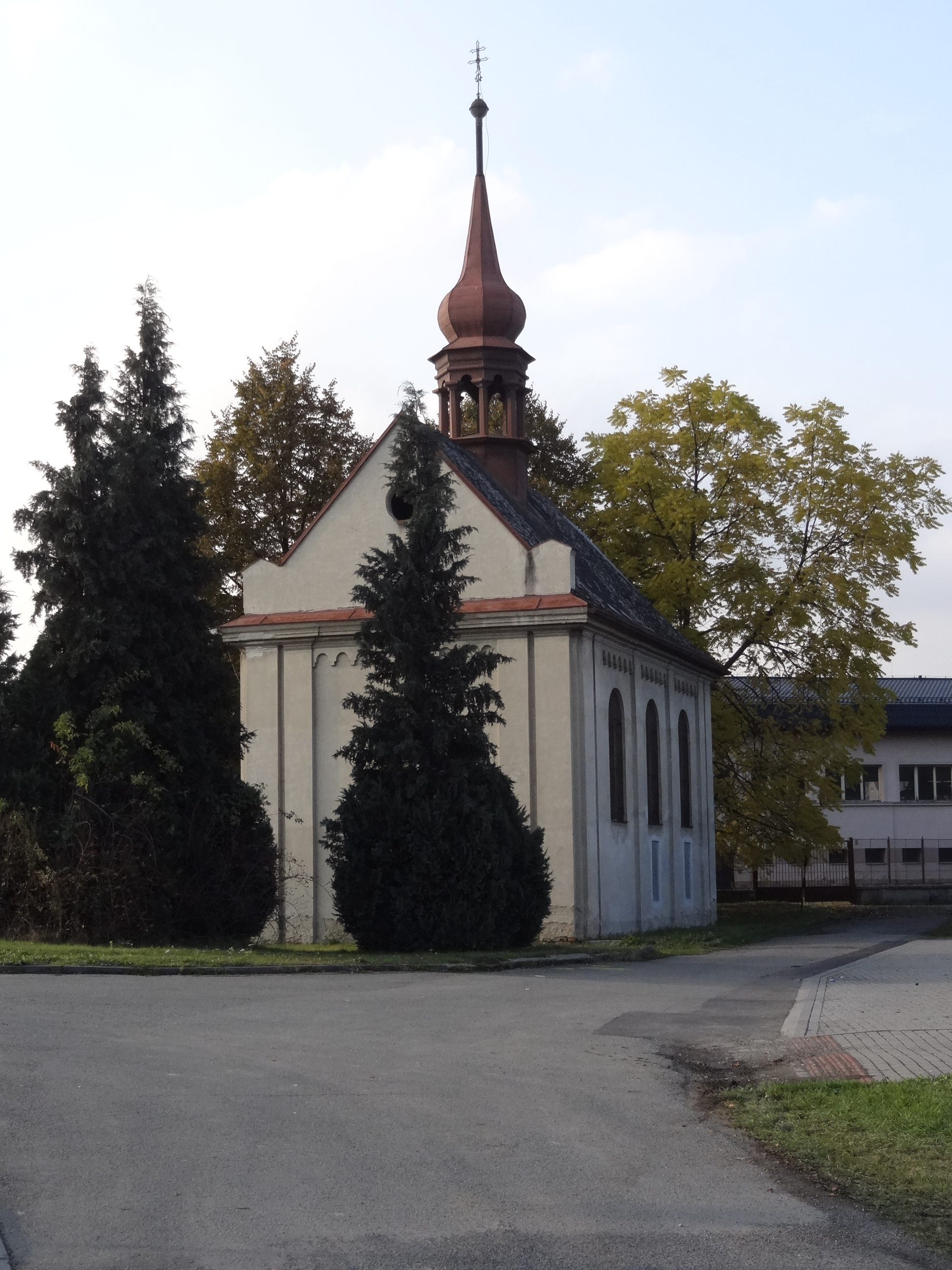
Kapelle in Dolní Temenice

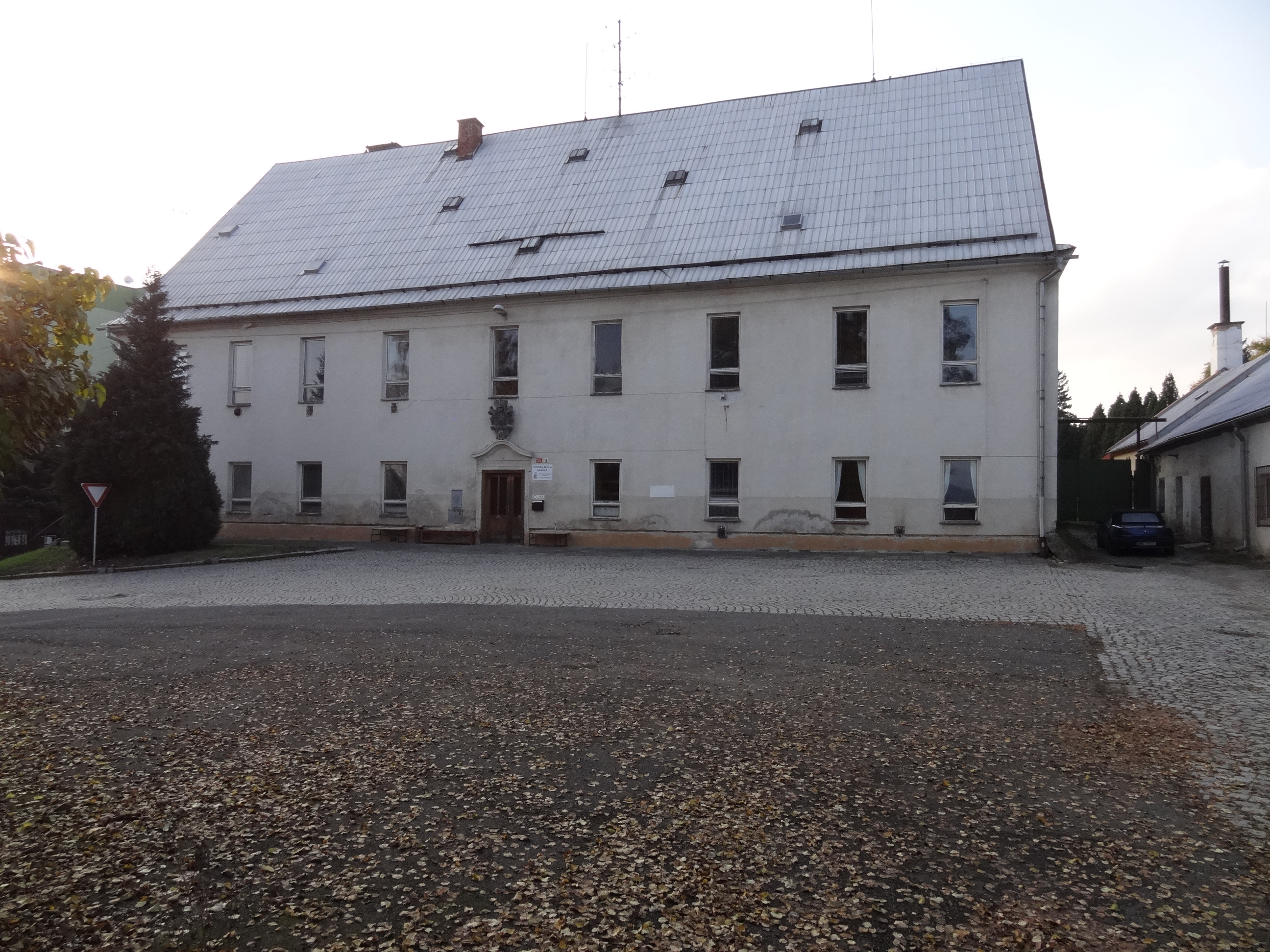
Gutshof Dolní Temenice

Temenice (deutsch: Hermesdorf) ist eine Ortslage der Stadt Šumperk im Okres Šumperk in Tschechien.

## Geographie
Temenice schließt sich an die Stadt Šumperk (Schönberg) an und erstreckt sich über sechs Kilometer entlang des Baches Temenec (Timenetzbach) nach Nordwesten. Das Dorf liegt am östlichen Fuße des 631 Meter hohen Háj (Heukoppe) am Altvatergebirge.
Nachbarorte sind Bratrušov (Brattersdorf) im Norden, Rapotín (Reitendorf) und Vikýřovice (Weikersdorf) im Osten, Šumperk (Schönberg) im Südosten, Bludov (Blauda) und Radomilov (Radomühl) im Südwesten, Hrabenov (Rabenau) und Hostice (Hosterlitz) im Westen sowie Komňátka (Köhmet) und Bohdíkov (Böhmisch Märzdorf) im Nordwesten.
Bei Temenice (Hermesdorf) bzw. Šumperk (Schönberg) befand sich bis 1945 die Sprachgrenze des geschlossenen deutschen Sprachraums. Während die Orte im Norden und Osten deutschsprachig waren, hatten die Orte im Süden und Westen mehrheitlich tschechische Einwohner.

## Geschichte
Um 1180 erfolgte die Gründung des Dorfes Hermannsdorf. 1239 wurde urkundlich erwähnt, dass ein Teil Hermesdorfs bei einem Brand des Klosters Schönberg zerstört wurde. Mitte des 15. Jahrhunderts gelangt Hermesdorf in den Besitz Benedikts von Waldstein und kam 1493 an Johann von Zierotin. 1594 erfolgten Kämpfe mit der Stadt Mährisch Schönberg um die Hermesdorfer Güter. Während des Dreißigjährigen Krieges gab es 1643 eine Plünderung der Gemeinde und 1646 eine Besetzung durch ein schwedisches Heer unter General Wittenberg.
1866 nach der Schlacht bei Königgrätz war im Ort eine preußische Besatzung durch die Brigade von Knobelsdorf. 1889 erfolgte eine Vereinigung der beiden Orte Nieder Hermesdorf und Ober Hermesdorf zur Gemeinde Hermesdorf mit einer Gesamteinwohnerzahl von 2838 Bewohnern in 232 Häusern. Hermesdorf war zu dieser Zeit ein sechs Kilometer langes typisches Waldhufendorf, dessen 62 Landwirtschaften das typische Viereck fränkischer Gehöfte aufweisen.
Im Jahre 1905 erwarb die Firma Willibald Lubich & Söhne die Seidenfabrik A. Schimitscheck in Hermesdorf und baute sie zu einer mechanischen Leinenwarenfabrik mit 180 Webstühlen aus. Beschäftigt wurden 400 Mitarbeiter. Die Hermesdorfer Ziegelwerke, mit 100 Arbeitnehmern, erreichte einen jährlichen Gesamthausstoß von ca. 5 Millionen Dach-Ziegeln. Zudem gab es einige mittelständische Gewerbebetriebe, wie z. B. Kristallglasschleiferei, Lederwarenerzeugung, Seifen- und Kerzenerzeugung, Weißgerberei, Bürstenerzeugung. Das Dorf war Standort zweier mährischer Landes-Lehranstalten; der Landeshaushaltungsschule und der Landesackerbauschule, die 1867 in Mährisch Schönberg gegründet und 1875 nach Hermesdorf verlegt wurde.
Bis Ende des Ersten Weltkrieges bei 1918 war Ort Teil der österreichisch-ungarischen k.u.k. Monarchie und kam danach zur Tschechoslowakei. Nach dem Münchner Abkommen wurde die Gemeinde in das Deutsche Reich eingegliedert und gehörte von 1939 bis 1945 zum Landkreis Mährisch Schönberg. Hermesdorf hatte 1939 3021 Einwohner, davon 361 Tschechen und 30 anderer Nationalität.
Nach dem Münchner Abkommen wurde der Ort dem Deutschen Reich zugeschlagen und gehörte bis 1945 zum Landkreis Mährisch Schönberg. Im Wald oberhalb des Brattersdorfer Schützenhauses wurden am 31. März 1945 auf Ober Hermesdorfer Flur 16 tschechische Patrioten durch deutsche Soldaten standrechtlich erschossen und in einem Massengrab verscharrt. Die Leichname wurden im Januar 1946 exhumiert und an der Straße zwischen Bratrušov und Šumperk in einem Ehrengrab bestattet.
1945/46 wurden fast alle deutschen Bewohner vertrieben. Am 4. Mai 1950 erfolgte die Eingemeindung nach Šumperk. Im selben Jahre erfolgte die Gründung der Jednotné zemědělské družstvo (JZD) Temenice und 1959 war die Kollektivierung abgeschlossen. Mit Beginn des Jahres 1976 verlor Temenice den Status eines Ortsteils.

## Ortsgliederung
Die Fluren von Temenice gliedern sich in die beiden Katastralbezirke Dolní Temenice und Horní Temenice.

## Sehenswürdigkeiten

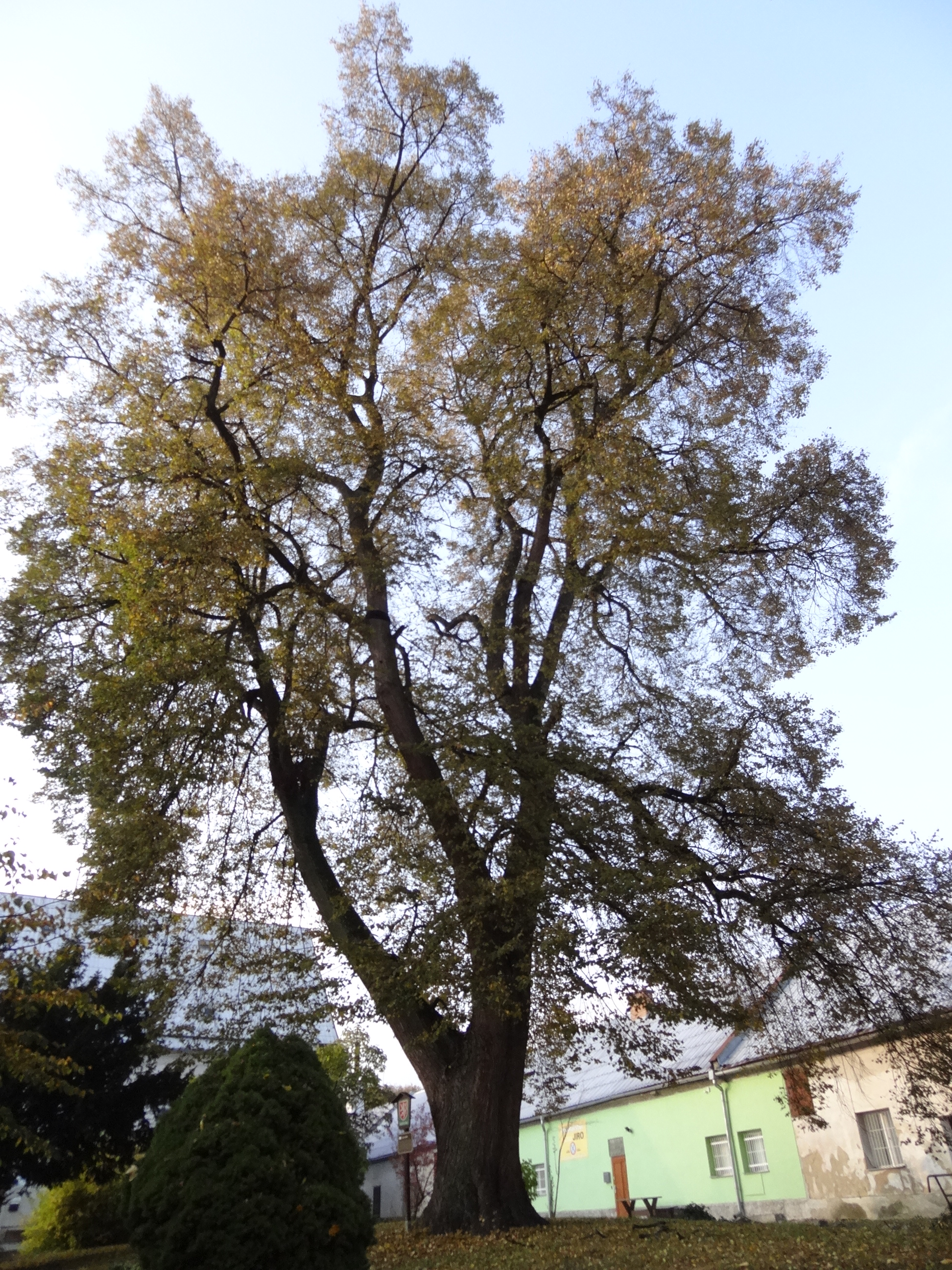
Linde „Johanka“

- Kapelle der hl. Anna in Horní Temenice
- Kapelle der hl. Familie in Dolní Temenice
- Arboretum SOŠ Šumperk bei Dolní Temenice
- Winterlinde „Johanka“ am Gut Dolní Temenice, der 22 m hohe Baum hat einen Stammumfang von 3,86 m. Seinen Namen erhielt er zum Gedenken an Johann II. von Liechtenstein.
- Gedenkstätte für die Opfer des Faschismus am ehemaligen Brattersdorfer Schützenhaus (Bratrušovská střelnice)
- „Schwedensäule“ von Dolní Temenice, das 1684 aufgestellte Wegkreuz mit Steinsockel befindet sich heute im Heimatmuseum Šumperk

## Persönlichkeiten
- Josef Schlesinger (1831–1901), Professor an der Hochschule für Bodenkultur in Wien, Reichstagsabgeordneter der CSP (Christlichsoziale Partei) im Österreichischen Parlament 1879–1895, Bezirksvorsteher des VIII. Wiener-Gemeindebezirks (Josefstadt)
- Maurus Knappek, Benediktiner im Schröttenstift in Wien Administrator und Abt des Stiftes Altenburg/Österreich
- Johann Rotter (* 1841), Abgeordneter des Mährischen Landtages
- Josef Gieler (* 1823), Märzkämpfer in Wien, nach einem Amnestieerlaß kehrte er aus Holländisch-Indien zurück.
- Otto Stöber (1902–1990), Schriftsteller und Verleger, Gründer des I. Esperantistenverein in Österreich und Buchgemeinschaft „Bücherwurm“ Initiator des Moorforschungsinstitutes Bad Wimsbach-Neydharting (OÖ)

## Patengemeinde
- Großen-Linden in Hessen seit 19. Juni 1971